# 今日玉环
《今日玉环》（原名玉环报，曾名玉环日报、玉环新闻）是一份复刊于1995年6月、出版范围为中国浙江省玉环市的报纸，亦是中国共产党玉环市委员会的机关报，由玉环市传媒中心下属的玉环市新闻信息中心主管。《今日玉环》为免费赠阅报刊、彩印大报，出版于每周一至周五，并设要闻、综合、社会、民生四大版块以及专刊。

## 历史
玉环之前曾有《快报》、《温玉新报》等报纸。而《玉环报》创办于1956年7月1日，系中共玉环县委机关报，4开铅印。创办时为5日刊，1957年5月1日改为3日刊，1958年7月1日改为日报，总编辑为胡万里。《玉环报》创刊后，当地的通讯队伍不断壮大，通讯网络基本形成，每年还向各级新闻单位发稿五千余篇，并在当时为玉环县经济社会的恢复和发展作出了重大贡献。1958年7月1日，《玉环报》改名《玉环日报》，报头的“玉环日报”四字为郭沫若题写。发行不到三年后，因玉环县建置撤销并入温岭县等地，该报于1959年3月停刊。
1995年6月15日，中共玉环县委决定复刊《玉环报》。复刊后的《玉环报》沿用郭沫若的题字作为报头，对开4版，周一刊（之后多次变为周二刊、周五刊等），并由台州日报印刷厂照排印刷。第一期《玉环报》刊登了时任玉环县委书记胡宣义、县长樊友来撰写的代复刊词，该文首次提出了玉环的“撤县设市”之目标。在中共玉环县委的复刊决定中写着，复刊后的《玉环报》要“真正成为县委的‘喉舌’、政府与群众之间的‘桥梁’、党和政府组织群众的‘纽带’”，并坚持“全党办报，群众办报”的方针；同时，县内其他自办报纸一律停刊。当时，《玉环报》的版面这样安排：第一版是“要闻”版，侧重指导性；第二版是“经济、科技、社会新闻”版，侧重可读性；第三版是“综合版”，侧重丰富多彩；第四版是“副刊、广告版”。
1995年7月17日，玉环县机构编制委员会批复玉环报社为全民事业单位，内设采编部、广告发行部、通联部、总编办四个机构。1995年12月28日，投入使用激光照排设备，三天以后的1996年1月1日实现自编自排。1999年1月1日实现本地自行印刷。2001年5月16日，发行面向全县师生的教育报“七彩校园”周刊。2001年7月5日开始，相继在坎门、大麦屿、楚门、龙溪、芦浦、城关建立记者站。2002年11月3日，购进彩印设备并投入使用，在台州市的县级党报中率先推出彩版。2003年1月1日，建立发行队伍，成为台州市县市党报第一家自办发行的报社。
2003年12月31日，《玉环报》按照中宣部关于报刊治理整顿的决定，刊出最后一期报纸，自2004年1月1日起停刊。报社内外对这一决定反响强烈，想留下这份报纸。中共玉环县委决定，成立玉环县新闻信息中心（经玉环县机构编委会机编[2004]4号批复），出版免费赠阅的《玉环新闻》，报社所有人员转入该中心。这份《玉环新闻》的第一期出版于2004年2月9日，是年3月1日改名《今日玉环》延续至今。2005年，由周五四版拓展到周五八版。2010年，数字报（页面存档备份，存于）上线，还在城区建立了5个电子阅报栏；2013年，推出《榴岛周末》特刊，并由周五八版改为周一到周四八版、周五十六版。
2014年，《今日玉环》的新浪微博、腾讯微博、网站、微信公众号陆续开通。2017年11月27日，玉环市传媒中心挂牌成立，由原来的玉环市广播电视台、玉环市新闻信息中心等机构合并而成，整合包括《今日玉环》在内的玉环市多家媒体和新媒体。2018年10月1日，《今日玉环》的形式由小报改为大报，日常出版版数由原来最多16个版面减为最多8个版面，并增加贴近性、可读性、新闻性。

## 现状
《今日玉环》现为免费赠阅，为大报，出版于每周一至周五，并设要闻、综合、社会、民生四大版块以及专刊，由玉环市传媒中心下属的玉环市新闻信息中心主管。《今日玉环》不定期使用专版进行公益宣传，如开展“生态与环保”专版宣传；大众高血压、心脑血管病专题宣传。2017年，负责管理《今日玉环》的玉环市新闻信息中心年度收、支总计871.32万元。

## 图库

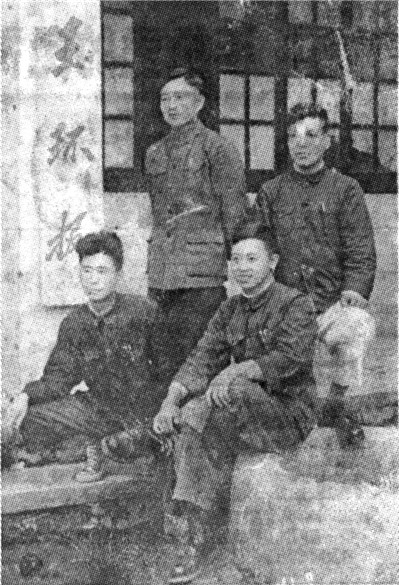
《玉环报》创刊时年轻报人的合影
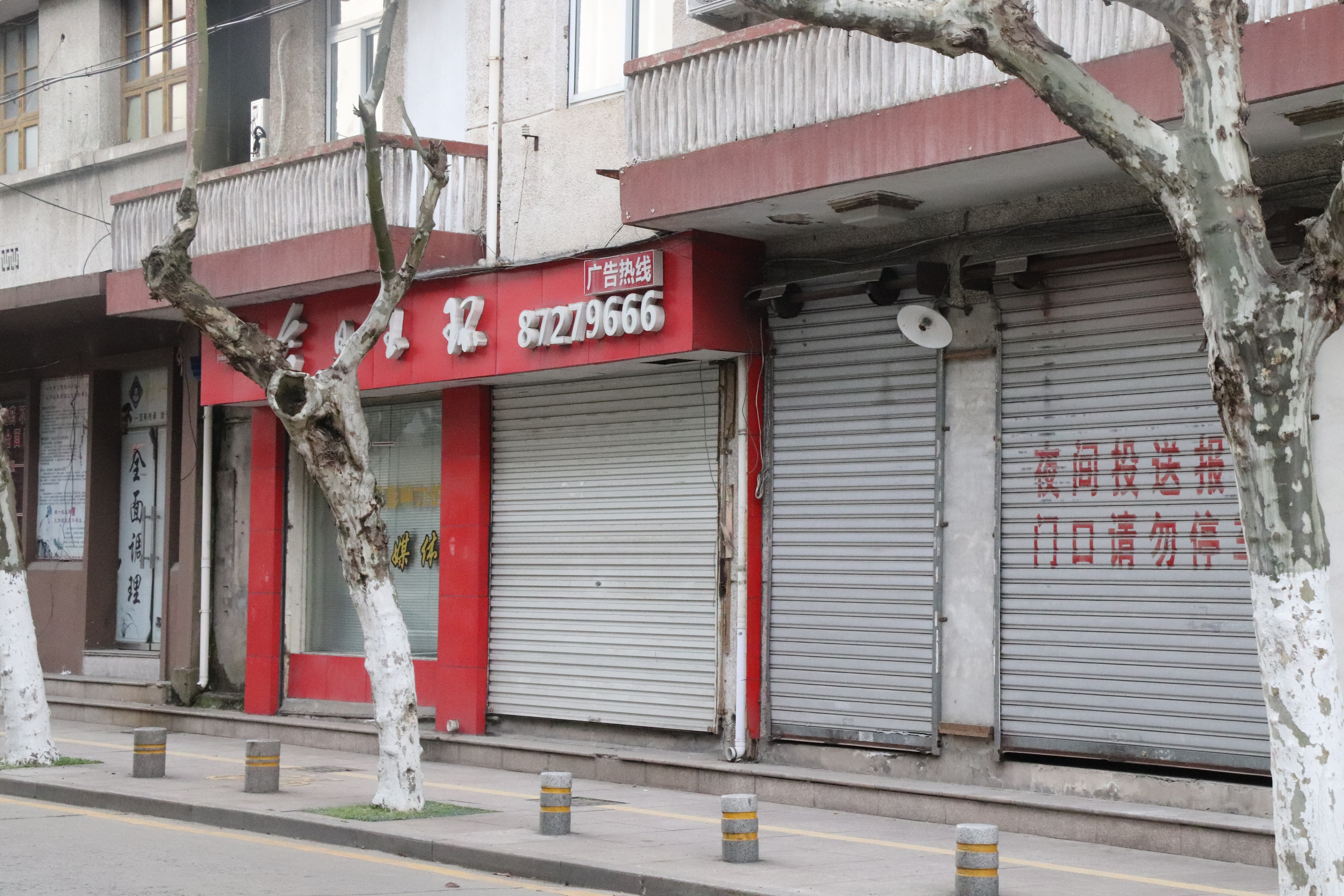
《今日玉环》位于玉城街道的旧报馆。
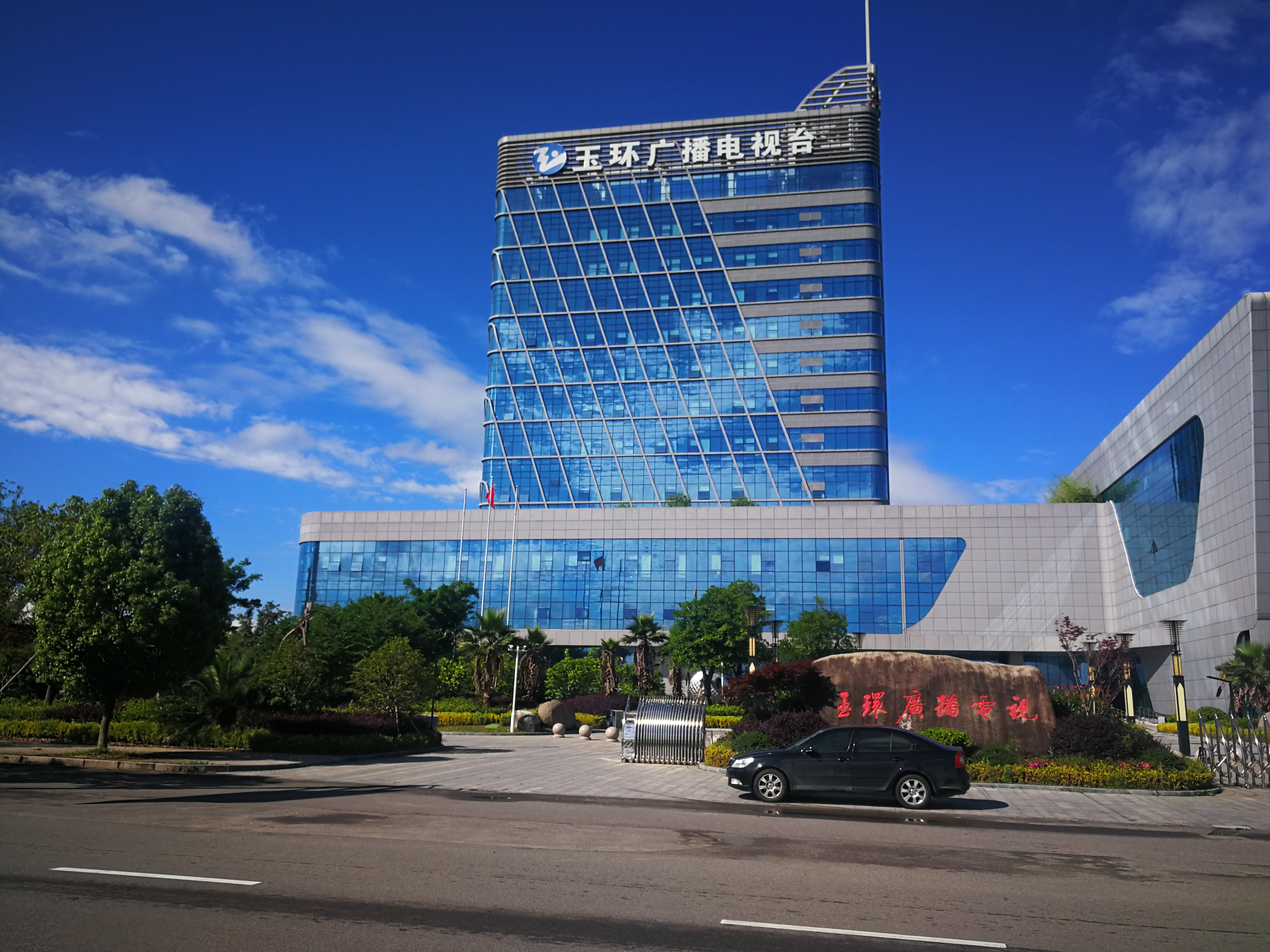
《今日玉环》位于玉环经济开发区的新报馆——玉环市传媒中心。